# Scala cromatica
Scala cromatica est une œuvre pour violon, violoncelle et piano écrite par Arvo Pärt, compositeur estonien associé au mouvement de musique minimaliste.

## Historique
Composée en 2007, cette œuvre est dédiée à Bálint András Varga.